# TEAM SHACHI
TEAM SHACHI（チームシャチ）は、スターダストプロモーションに所属する名古屋在住の女性タレントで結成された日本のアイドル、ガールズユニットである。旧グループ名はチームしゃちほこ。愛称はシャチ。
ももいろクローバーZ、私立恵比寿中学、超ときめき♡宣伝部などのグループと共にSTAR PLANET（通称：スタプラ）を構成する。
名古屋を拠点とするアイドルとして「ご当地アイドル殿堂入り」を果たしている。

## 概要
ももいろクローバーZ・私立恵比寿中学に続く姉妹グループとして2012年4月7日名古屋城で路上デビュー。メンバーは全員愛知県出身で名古屋在住メンバーで構成されており、名古屋を拠点として活動している。名誉名古屋観光特使を務める。
2012年9月には初のツアーとなる『チームしゃちほこ 第1回名古屋メジャーデビューツアー 〜10冠王にしゃちはなる!〜』を開催し、10月には、ワーナーミュージック・ジャパンより名古屋メジャーデビューした。それから8ヶ月後となる2013年6月には『首都移転計画』で全国メジャーデビューし、2014年8月には路上デビューから約2年4カ月で日本武道館での単独公演を開催。2015年5月には初のアリーナ単独公演、初の2Daysとなる「幕張HOLLYWOOD（マクハリウッッド）」を幕張メッセイベントホールで開催した。
2018年10月、伊藤千由李のグループ卒業を期にチームしゃちほこ名義の活動を終え、TEAM SHACHIとしての活動を開始した。当初、「TEAM SHACHI」の読み方は「シャチ」であったが、2021年10月23日の名義変更3周年を機に読みを「チームシャチ」へ変更した。4名のメンバーに加え「ブラス民」と呼ばれる6名のホーンセクションを加えた構成となり、楽曲の方向性も「POPでLOUDでブラスなガールズユニット」と明確にされた。スローガンは「super tough strong energy positive exciting soul from nagoya」。ファンの呼称は「タフ民（タフみん）」、ファンクラブ「タフ民の集い」がある。

## メンバー
すべて愛知県出身。
| 名前     | よみ            | 生年月日               | ニックネーム         | イメージカラー       |
| -------- | --------------- | ---------------------- | -------------------- | -------------------- |
| 秋本帆華 | あきもと ほのか | 1997年11月15日（27歳） | ほのか、ほーちゃん   | 名古屋レッド         |
| 咲良菜緒 | さくら なお     | 1997年9月10日（27歳）  | なお、なぴ、なっぴー | ドラゴンズブルー     |
| 大黒柚姫 | おおぐろ ゆずき | 1997年7月18日（28歳）  | ゆずき               | むらさきパープル(仮) |
| 坂本遥奈 | さかもと はるな | 1999年2月2日（26歳）   | ハル                 | 手羽先キミドリ       |

旧メンバー
| 名前       | よみ          | 生年月日              | ニックネーム          | イメージカラー   | 最終在籍日     |
| ---------- | ------------- | --------------------- | --------------------- | ---------------- | -------------- |
| 安藤ゆず   | あんどう ゆず | 1997年9月26日（27歳） | ゆずぽん              | ポニーピンク     | 2015年9月29日  |
| 伊藤千由李 | いとう ちゆり | 1998年1月24日（27歳） | ちゆ、カピ コイキング | ういろうイエロー | 2018年10月22日 |

## 略歴

### チームしゃちほこ期
2011年
- 9月11日、名古屋PARCOで行われた「芸能3部名古屋全員面接オーディション」で初お披露目。ももいろクローバーZの持ち歌である「あの空へ向かって」と、同グループが過去にカバーしていた「最強パレパレード」を歌った。
- 11月、名古屋オーディションで合格した伊藤千由李が加入。

2012年
- 1月8日・9日、なかのZEROホールで行われた3B junior LIVE 2012で「ごぶれいしゃちほこでらックス」披露。
- 2月、「チームしゃちほこ」の活動継続が決まる[注 2]。
- 3月3日、ダイアモンドホールで行われた「ももいろクローバーZ 大航海ツアー2012」を観賞。
- 4月7日、名古屋城 西之丸広場で路上ライブを行う。（チームしゃちほこの「路上デビュー」）
- 4月15日、金山CLUB SARUで行われた「第8回ヤンヤン歌うステージ in 名古屋!」に出演。
- 4月26日、STARDUST DIGITALより1stシングル『恋人はスナイパー/ごぶれい!しゃちほこでらックス』をライブ会場限定でリリース。
- 5月25日、チームしゃちほこオフィシャルサイトリニューアル。
- 5月28日、チームしゃちほこオフィシャルブログスタート。咲良菜緒が初投稿。
- 7月7日、2ndシングル『トリプルセブン』をライブ会場限定でリリース。
- 7月7日・8日、名古屋テレビ塔でイベント「ブレックファーストSHOW」に出演[7]。
- 8月10日・23日、HMVアイドル学園 presents「日本縦断アイドル乱舞2012」に出演。
- 8月24日、ワーナーミュージック・ジャパンより『恋人はスナイパー/ごぶれい!しゃちほこでらックス』と『トリプルセブン』の全国流通盤を同時リリース。
- 10月31日、ワーナーミュージック・ジャパンより3rdシングル『ザ・スターダストボウリング』で名古屋メジャーデビュー。
- 12月30日、名古屋CLUB QUATTROで初のワンマンライブ「ファーストワンマンライヴ（決）〜君への想い時期尚早〜」を開催。

2013年
- 5月1日 - 6月22日、ワンマンツアー「チームしゃちほこ World Premium Japan Tour 2013」（有料ライブ（サブタイトルに「見切り発車は蜜の味」）:HEP OSAKA、Zepp NAGOYA、Zepp TOKYO、無料イベント:MEGAWEB、千里セルシー、名古屋港ガーデンふ頭臨港緑園つどいの広場）を開催。
- 6月19日、4thシングル『首都移転計画』で全国メジャーデビュー（日本先行メジャーデビュー）。オリコン週間ランキングにてCD1万枚以上を越えて日本ご当地アイドル活性協会より『ご当地アイドル殿堂入り』認定[8]。
- 7月28日、日比谷野外音楽堂で初の野外ライブとなる「チームしゃちほこサマーフェスティバル〜スクランブる!?野音ライブSP〜略して"しゃちサマ♪"」を開催[9]。
- 8月18日、名古屋国際会議場センチュリーホールで「チームしゃちほこサマーフェスティバル2013〜略して"しゃちサマ♪"」を開催[9]。
- 9月21日 - 11月10日、ワンマンツアー「チームしゃちほこ ZeppZeppBLITZ」（横浜BLITZ、Zepp Nagoya、Zepp Namba）を開催。
- 10月2日、「ロッテからの挑戦状!チームしゃちほこ・初の全国放送TVCM出演権を獲得せよ!」プロジェクトにおいて新曲『OEOEO』のYouTube動画再生回数が25万回を突破。記念として一回限りのTVCM（全国放送）がフジテレビ系「おじゃマップ」内で放送される[10]。
- 10月30日、5thシングル『愛の地球祭』を発売。
- 12月21日、愛知県体育館でワンマンライブ「愛の地球祭り2013」を開催。『時計じかけのユニットたち vol.1 愛知県体育館盤』を限定発売。

2014年
- 2月22日・23日、EX THEATER ROPPONGIで「野郎NIGHT2014」、「乙女祭り2014」を開催[注 3]。
- 3月29日 - 4月19日、ワンマンツアー「Zepp FINAL！2014〜ありがとうを伝えたくて〜」（Zepp Namba、Zepp Fukuoka、Zepp DiverCity Tokyo、Zepp Nagoya）を開催。
- 5月11日、中野サンプラザで「店長サミット!!!〜ありがとうを伝えきれてなくて〜」を開催。オープニングイベント「店長サミット」では、店長こと長谷川ミネヒコマネージャーと古坂大魔王、金田哲（はんにゃ）、徳井健太（平成ノブシコブシ）、保田圭が出演し、チームしゃちほこの将来について討論した[11]。
- 5月14日、6thシングル『いいくらし』を発売。
- 8月20日、1stアルバム『ひまつぶし』を発売。
- 8月28日、日本武道館で「しゃちサマ2014〜神々の祭り〜」を開催[12]。
- 9月25日、ダイアモンドホールで「夏はまだ終わらない!チームしゃちほこローソン夏祭りライブ!」を開催。
- 11月2日 - 12月14日、初のワンマンホールツアー「僕らのカラオケワンダーランド」（アクトシティ浜松大ホール、さいたま市文化センター大ホール、オリックス劇場、渋谷公会堂）を開催。
- 12月10日、7thシングル『シャンプーハット』を発売。

2015年
- 1月3日、愛知県体育館でワンマンライブ「チームしゃちほこ 鯱詣2015」を開催。同公演で初めて代表曲「乙女受験戦争」を英語バージョンで披露する。
- 2月13日、Zepp Nagoyaでワンマンライブ「チームしゃちほこ 乙女祭り2015」を開催。
- 3月13日、豊洲PITで行われたBASEMENT JAXXの東京公演にゲスト出演。BASEMENT JAXXの楽曲「Back 2 The Wild」の日本語バージョンを披露。
- 3月21日・22日、中国遼寧省大連市で行われた「第2回大連ジャパンブランド」にパフォーマンス参加。それに向けて事前に新浪微博アカウントを開設。
- 5月2日、富士スピードウェイで行われた2015 AUTOBACS SUPER GT第2戦にゲストとして来場。
- 5月9日・10日、幕張メッセイベントホールで初のアリーナワンマンライブ「幕張HOLLYWOOD（マクハリウッッド）」を開催。「時計じかけのユニットたちvol.2」を同日限定発売。
- 5月13日、8thシングル『天才バカボン』を発売。
- 6月1日、ベビースターラーメンとのタイアップにより「ベビースターラーメンチームしゃちほこきしめん味」を全国発売。
- 6月16日、Zepp Nagoyaで「HMV25周年presents 「ひとりアイドル乱舞2015」〜チームしゃちほこ〜」を開催。
- 8月26日、チームしゃちほこリズムゲームアプリ『しゃちほこ〜る』のiOS版を配信開始（Android版は9月8日配信開始）。2018年7月31日14時をもってサービス終了[13]。
- 8月28日、蒲郡ラグーナテンボス ラグーナビーチ（大塚海浜緑地）でワンマンライブ「しゃちサマ2015」を開催。
- 9月16日、親子向け完全生産限定作品CD『怪獣トットト/じりじり夏活委員会 feat.しまじろう』を発売。
- 9月30日、1stミニアルバム『いいじゃないか』を発売。
- 9月30日 - 10月17日、チームしゃちほこ 約東海3県ホールツアー2015「さきどりハロウィンパーティー 〜あそんでくれないと踊っちゃうぞ〜」（名古屋国際会議場センチュリーホール、多治見市文化会館大ホール、鈴鹿市市民会館ホール、グランキューブ大阪メインホール、アクトシティ浜松大ホール、チトセピアホール）を開催。
- 10月28日、2ndミニアルバム『ええじゃないか』を発売。
- 11月18日、めまい症により、安藤ゆずの活動休止を発表[14]。
- 12月11日 - 18日、Electric Lady Landで「年末大感謝祭ソロライブ6days」を開催。日替わりで全メンバーがソロライブを行う。ただし、12月14日開催の安藤のソロ公演は延期[14]。

2016年
- 2月6日に台湾で発生した地震（「台湾南部地震」）のため、2月10日 - 12日に予定されていた『BOMBER-E』、『ゆるしゃち』の台湾ロケが中止される[15]。
- 2月10日、休養中の安藤の無期限での活動休止が発表される[16]。
- 2月14日、Zepp DiverCityで「乙女祭り2016」を開催。同公演でメンバーにもサプライズで「VICTORY YEAR Road to 笠寺 5年目5公演5万人」と銘打った1年間かけての大箱5会場の公演（幕張メッセ2days、日本武道館、横浜アリーナ、日本ガイシホール）が発表された。
- 3月12日、名古屋市国際展示場 ポートメッセなごや2号館で「JK卒業式 2016」を開催。坂本を除く5人が高校卒業を迎えるのを機に行われる。このライブで累計2,001曲を歌ったこととなる。
- 4月7日、9thシングル『Chérie!』を発売。
- 5月21日・22日、幕張メッセイベントホールで「鯱のぼり」（DAY1 跳ねまくれ!魚のぼり、DAY2 吠えまくれ! 虎のぼり）を開催[17]。
- 8月3日、10thシングル『ULTRA 超 MIRACLE SUPER VERY POWER BALL』を発売。
- 8月31日、日本武道館で「しゃちサマ2016 真夏のPOWER BALL」を開催[17]。同公演のラストに、マネージャーやスタッフにも告げずメンバーたちの独断で当初の予定にはなかったグループの代表曲「colors」をサプライズ披露した。大箱ライブの集客に苦しむ中、中でも重要な、チームしゃちほこにとっても大きな転換点となるはずの日本武道館公演のセットリストに、当然入っていると考えていた「colors」がスタッフに準備されたセットリストに無かったことに違和感を感じたメンバーたちが、その悔しさを自分たちの責任で解決していく姿勢をこのサプライズ「colors」に込めて披露した。これを転機に、準備されたイベント・ライブをこなしていくだけだった意識から、メンバー自らイベント・ライブの内容に積極的に関与していくようになり、より一層自分たちの活動への意志と責任を強く意識するようになっていった。この象徴的な「colors」のサプライズ披露に伴って「VICTORY YEAR Road to 笠寺」の次回公演である横浜アリーナ公演のサブタイトルが、当初予定されていた「鯱大行進」から「colors」に変更された。
- 9月10日 - 10月28日、ライブハウスツアー「LIVE HOUSE TOUR 2016 〜紅葉しに行こうYO!行脚だぎゃぁ〜」（DRUM Be-7、DRUM LOGOS、ペニーレーン24、仙台Rensa、なんばHatch）を開催。
- 9月29日、無期限活動休止をしていた安藤ゆずが卒業[18]。チームしゃちほこは以後5人での活動となる。
- 11月13日、横浜アリーナ公演「colors」を開催[17]。8月の日本武道館公演での「colors」サプライズ披露からメンバーの活動に対する意識と責任が大きく変化し、横浜アリーナ公演は、セットリスト・衣装・演出・構成に至るまで、メンバーが初期の段階から構想に加わり構成された初めての公演となった。また、安藤ゆずの卒業発表後初めてのライブで、改めてメンバーの口から安藤の卒業と今後に対する決意の言葉が語られた。そのMCの直後に披露された、公演のサブタイトルにもなっているメンバーの想いが詰まった楽曲「colors」披露時には、会場を埋め尽くす1万人近いファンが何の打ち合わせ・示し合わせもなく、ペンライトを安藤のイメージカラーであるピンク色に点灯して同楽曲を盛り上げた。

2017年
- 2月11日、NHK福祉大相撲に出演。
- 2月22日、2ndアルバム『おわりとはじまり』を発売[19]。
- 3月3日 - 4月2日、HMV栄店内「hmv museum 栄」で「チームしゃちほこ museum」が開催された。会場では、結成5周年を迎えた彼女たちの歩みを辿りながら、これまでのライブ衣装やシューズ、パネル、ジャケット写真やイベントなどで使用したファン必見の貴重な品々を展示。さらにミュージアム開催を記念したオリジナルグッズやオフィシャルグッズの販売も行われた。
- 3月21日、名古屋・日本ガイシホール公演「TEAM SYACHIHOKO THE LIVE ROAD to 笠寺 おわりとはじまり at 日本ガイシホール」を開催[20]。
- 4月7日、SPRING TOUR 2017 〜#ナゴヤの大逆襲〜（全13会場20公演）をZepp Nagoyaからスタート。
- 5月14日 - 16日、初のファンクラブツアーを開催。SPRING TOURの2公演目を沖縄ナムラホールで開催した。
- 7月23日、Zepp NagoyaでSPRING TOURの千秋楽を迎える。
- 8月25日、26日、27日に東別院ホールで舞台「黒鯱」に主演。
- 9月3日に東京ドームシティホール、24日に愛知県芸術劇場で「しゃちサマ2017どどん」を開催。
- 10月18日、ベストアルバム『しゃちBEST 2012-2017』を発売[21]。
- 12月14日、Zepp DiverCity TOKYOで、初のクリスマスライブ「出張！冬の台場クリスマスライブ」を開催[22]。公演のMCでクリスマスプレゼントとしてワーナーミュージック・ジャパンよりニューシングルの発売が発表されたことに加え、スポーツメーカーのミズノからダンスシューズがプレゼントされた。

2018年
- 2月3日に日本特殊陶業市民会館 フォレストホール[23]、10日にZepp Tokyoで「鯱詣2018」を開催[24]。
- 2月28日、11thシングル『JUMP MAN』を発売[25]。
- 3月11日、「ホノルルレインボー駅伝」のオフィシャルサポーターを務めるとともに、メンバー5名も 5km x 5人 の部に出場し、ミズノ提供のランニングシューズなどを着用し、2時間45分3秒で完走した。
- 3月21日、SPRING TOUR 2018〜日本中でJUMP MAN！？幸せの使者は君だッ！〜（全17会場24公演）を石川・金沢EIGHT HALLからスタート[26]。
- 3月28日、「JUMP MAN」発売記念イベントや3月27日に開催された「ZIP! 春フェス2018」を体調不良により休演していた咲良菜緒の肋間神経痛発症を発表。今後の活動は症状の回復に努めつつ、体調を確認しながらできる範囲で行うこととなった[27]。またSPRING TOUR 2018のうち、3月31日の京都・FANJ公演は休演[28]、4月14日の静岡・SOUND SHOWER ark公演と4月15日の兵庫・Harbor Studio公演はMCのみの参加となったが[29][30]、京都公演は大黒柚姫の扁桃炎による発熱[28]、静岡公演と神戸公演は坂本遥奈の発熱による欠席で十分なパフォーマンスを提供できないと判断されたため公演延期となり[29][30]、残りのメンバーによるトークやミニライブが行われた（京都公演は10月20日にFANJで、静岡公演は10月6日にLIVE ROXY SHIZUOKAで、神戸公演は10月8日にHarbor Studioで振替公演が行われた）。
- 6月22日、Zepp NagoyaでSPRING TOUR 2018の千秋楽を迎える[31]。
- 9月15日、東京・チームスマイル・豊洲PITで、ワンマンライブ「SYACHI SUMMER 2018 -crazZY!×SWEAT」を開催[32]。
- 8月3日、伊藤千由李が10月22日のライブを最後に卒業することを、LINE LIVEで発表した[33]。
- 8月29日、RADIO FISHとのコラボシングル『BURNING FESTIVAL』を“チームしゃちほこ×RADIO FISH”名義で発売[34]。
- 10月22日、Zepp Nagoyaで、ワンマンライブ「"TEAM SYACHIHOKO" THE LIVE 〜FINAL〜」を開催。同公演をもって伊藤千由李が卒業[35]。終演後に中日新聞社の協力により会場で号外が配布され、TEAM SHACHIへの改名と、これまでなかったファンの呼称を「タフ民（タフみん）」とすることが発表された[36]。これに伴いファンクラブ「Eしゃち本舗」の名称も「タフ民の集い」に変更された。

### TEAM SHACHI へ
2018年
- 10月23日、Zepp Nagoyaで開催されたフリーライブ「全速前進」でTEAM SHACHI名義での活動を開始。新たにグループのスローガンとして「super tough strong energy positive exciting soul from nagoya」が設けられ、同公演より覆面の6人組ブラスセクション「ブラス民」を加えた編成となった[37]。 同公演よりキャッチフレーズは「super tough strong energy positive exciting soul from nagoya, we are TEAM SHACHI!」へと変更された。また同公演で TEAM SHACHI 名義での新曲「DREAMER」「ROSE FIGHTERS」の2曲が初披露されたほか、チームしゃちほこ時代の楽曲にもブラスアレンジ、パート割りやダンス・フォーメーションの変更が加えられた TEAM SHACHI バージョンで披露された。
- 12月11日、LINE LIVE でミズノからのスペシャルシューズ贈呈式が配信された。これはメンバーがミズノの研究開発施設を訪問し足型計測を行ったうえで各メンバー用にカスタマイズで制作されたステージパフォーマンスシューズが完成し、ミズノのスタッフから直接メンバーに贈呈された。
- 12月18日、Zepp Tokyoで、改名後初のワンマンライブ「出張！冬の台場クリスマスライブ〜全速前進 聖なる本編〜」を開催[38]。
- 12月24日、ホテルナゴヤキャッスルでライブイベント「冬のホテルナゴヤキャッスル クリスマスパーティー！」を開催[39]。

2019年
- 2月13日、TEAM SHACHI名義の1stミニアルバム『TEAM SHACHI』を発売[40][41]。

- 2月25日 - 3月6日、東急ハンズ名古屋店とのコラボによる期間限定の「TEAM SHACHI POP UP SHOP」が名古屋駅ゲートウォーク内 HANDS GATE SHOP で開催され、様々な公式グッズの他、カクダイ製菓とのコラボによる「TEAM SHACHI クッピーラムネ」や、ミズノとのコラボによる「TEAM SHACHI x MIZUNO TEAM BAG（読み：バッグ）」などコラボグッズも多く発売された。
- 4月6日 - 4月29日、ホールツアー「TEAM SHACHI 1st TOUR 2019〜タイムトレイン かなた〜」（豊橋市公会堂、不二羽島文化センタースカイホール、大阪国際交流センター大ホール、かつしかシンフォニーヒルズモーツァルトホール、亀山市文化会館大ホール、日本特殊陶業市民会館ビレッジホール）を開催[42]。同ツアー内で、新曲「かなた」「こだま」が披露されるとともに、千秋楽の日本特殊陶業市民会館ビレッジホールの公演では、後述の「わたしフィーバー」が初披露された[43]。
- 5月10日、名古屋市大須商店街を中心に開催された「なごや大須 謎解き食べ歩き」（主催：SCRAP）の応援アンバサダーを務める[44]。これが縁でこの時にイベントMCを務めたSCRAP瀬戸口俊介がのちにスタートする生配信トーク番組「柚姫の部屋」の管理人として起用されることとなる。
- 5月24日 - 30日、ミズノ公式オンラインショップから、3月の TEAM SHACHI POP UP SHOP で参考展示されていた「TEAM SHACHI x MIZUNO コラボユニフォーム」の限定受注販売が実施された。アイドルのグッズとしては非常に高額（税込14,040円）でありながら、同社が手掛けるNPBで実際に使用されているベースボールユニフォームと同仕様のオリジナルデザインで発売された。
- 6月15日、グループ初主演映画となる「燃えよ！失敗女子」（仁同正明監督）が公開。先行して14日には同作品の主題歌でありフレンズのおかもとえみが作詞、ひろせひろせが作曲を手掛けた『わたしフィーバー』の配信が開始された[45]。
- 6月27日、本年夏限定で日高央（THE STARBEMS）、Bunta（TOTALFAT）とスペシャルバンドを結成することを発表[46][47]。ROCK IN JAPAN FESTIVALをはじめとする夏フェスで日高央書き下ろしの新曲『Rock Away』が同バンド編成で披露された。
- 7月29日、第1回「柚姫の部屋」が配信される。「柚姫の部屋」はメンバーの大黒柚姫とSCRAPの瀬戸口俊介による生配信トーク番組で、毎週月曜日（ほぼ）夜9時から TEAM SHACHI 公式Youtubeチャンネルから配信されている。（第1回はトラブルによりSCRAPのYoutubeチャンネルから配信され、アーカイブが TEAM SHACHI のYoutubeチャンネルに後日アップされた。）
- 8月10日、同年10月に行われる「長岡米百俵フェス〜花火と食と音楽と〜2019」で新潟・中越高等学校ブラスバンド部とコラボすることを発表[48]。9月19日には、「マーチング・ミュージックビデオ」として中越高校校舎で撮影されたスペシャルMVが公開された。
- 9月3日、カプコンのゲームソフト「ロックマン」とのコラボプロジェクト「ROCKMAN 20XX 〜戦え！TEAM SHACHI〜」が発表された[49]。ついで9月12日には同プロジェクトのタイアップ楽曲である新曲『Rocket Queen feat. MCU』の配信開始と同時に、スマートフォンのブラウザでプレイできるコラボゲーム[50]がローンチされた。なお、同楽曲は作詞に新藤晴一（ポルノグラフィティ）、作曲に本間昭光、ラップにMCU（KICK THE CAN CREW）を迎えたものとなっている。
- 10月2日、TEAM SHACHIとしての1stシングル『Rocket Queen feat. MCU/Rock Away』を発売。これを記念して、10月4日には新木場STUDIO COASTで「TEAM SHACHI 1stシングル発売記念 プレミアムフリーライブ〜60minutes!! TEAM SHACHI BAND Rocks You Away!〜」が開催され、先述のスペシャルバンドが一夜限りで再結成された[51]。
- 10月23日、TEAM SHACHI名義での活動１周年を記念してDIAMOND HALLで「TEAM SHACHI 1st Anniversary Live」を開催した（同29日には赤坂BLITZ、30日にはLIQUID ROOMで同ライブを開催）。またこの場で、「TEAM SHACHI TOUR 2020」と題して翌年2月15日から4月26日にかけて全10公演の全国ツアーを開催することを発表した[52]。

2020年
- 1月19日、「「ミューコミプラス」presents スタプラアイドルフェスティバル 〜今宵、シンデレラが決まる〜」- 横浜アリーナ に出演した。
- 2月10日、坂本遥奈生誕ソロライブ「HARUNA Style 2020 in Tokyo」- 東京キネマ倶楽部 が開催された。ゲストとしてフレンズのひろせひろせも登場し、盛り上げた他、メンバーの大黒柚姫がサプライズゲストとして登壇しバースデーケーキをプレゼントした。
- 2月15日、先述の全国ツアー「TEAM SHACHI TOUR 2020~異空間~」が静岡・SOUND SHOWER arkからスタート。ツアーは静岡を皮切りに山梨、北海道、京都、兵庫、埼玉、新潟、福岡、東京、愛知を回る全14公演を予定していたが、新型コロナウイルス感染症の感染拡大防止のため北海道公演以降の公演は延期ないし中止が順次発表された（当初延期とされていた公演についても、最終的には中止が発表された）。
- 3月21日、メンバーの坂本遥奈が、TikTokのアカウントを開設し、投稿を開始する。
- 4月7日、チームしゃちほこが路上ライブデビュー（名古屋城西之丸広場）をした4月7日を「しゃちほこの日」として、ファンクラブイベントである「リアル・タフ民の集い vol.1」の名古屋ダイアモンドホールでの開催が計画されていたが、新型コロナウイルス感染症の感染拡大防止のため、5月14日に延期された後、最終的に公演中止とされた。
- 4月19日の同ツアー公演は東京・LINE CUBE SHIBUYAでの公演が予定されており、当初は同所からの無観客配信ライブが発表された。しかし東京地方での感染拡大、緊急事態宣言発令等の影響により、これも断念された。その後、同公演は7月28日に無観客配信がされることが発表された（なお、同配信は1000万円を超えるクラウドファンディングを主な資金源として開催）。
- 6月14日には大阪城音楽堂で「TEAM SHACHI SUMMER」が予定されていたが、本公演も8月9日に延期となった後、中止とされた。
- 6月28日、1か月後となる7月28日に開催予定の無料・無観客ライブ配信の詳細情報と告知ティザー映像が公開された。同公演は「TEAM SHACHI TOUR 2020〜異空間〜：Spectacle Streaming Show “ZERO”」と銘打ち、多くの会場で公演が中止となってしまった「TEAM SHACHI TOUR 2020~異空間~」の集大成と位置付けること、無観客・ライブ配信でしか実現できない演出も盛り込んだ今回限りのスペクタクルなパフォーマンスであること、TEAM SHACHI Official YouTubeアカウント、スペースシャワーTV公式LINE LIVE、スペシャアプリで視聴できることが発表された。
- 7月21日、公式Youtubeチャンネルより「無観客ライブ配信「TEAM SHACHI TOUR 2020〜異空間〜：Spectacle Streaming Show “ZERO”」開催1週間前企画 〜TEAM SHACHIのオーディオコメンタリー〜【期間限定ライブ映像】」を生配信した。標題にある通り1週間後に控えた無観客ライブ配信に向けて、過去の TEAM SHACHI ライブ映像をメンバーと一緒に視聴しながら、メンバーがコメント・裏話・秘話などをチャットでファンとも交流しながらトークする内容であった。鑑賞したライブ映像は「TEAM SHACHIフリーライブ「全速前進」」（2018年10月23日 - Zepp Nagoya）と「TEAM SHACHI 1st TOUR〜タイムトレインかなた〜 名古屋公演」（2019年4月29日 - 日本特殊陶業市民会館ビレッジホール）の2公演であった。
- 7月28日、無観客ライブ「TEAM SHACHI TOUR 2020〜異空間〜：Spectacle Streaming Show "ZERO"」を配信した[53]。リアルタイム視聴者数は約55,000人に達した。
- 9月26日、初の有料配信ライブ「SPOT 〜STAGE at 奥三河〜」を配信した[54]。
- 10月23日、Zepp Nagoyaで「TEAM SHACHI 2nd Anniversary Live 〜S.N.S〜」を開催した。

2021年
- 2月20日、東京・豊洲PITで「SHACHI Navigates Spotlight」を開催（振替公演）[55][56][57]。
- 5月16日、東京・Zepp Haneda（TOKYO）でライブナタリーの企画「ライブナタリー “TEAM SHACHI”」に出演。昼公演「〜シャチにボイメン 会いにおいで〜」はBOYS AND MENとのツーマンライブ[58]、夜公演「〜ARE YOU READY FOR THE FUTURE?〜」はワンマンライブとなる[59]。
- 6月14日、東京・USEN STUDIO COASTで「TEAM SHACHI TOUR 2021 〜東名阪でオトす!!〜」（2部制）[60]と、招待制ショーケース「ビギナーズライブ」を開催。
- 6月27日、大阪・BIG CATで「TEAM SHACHI TOUR 2021 〜東名阪でオトす!!〜」（2部制）と、招待制ショーケース「ビギナーズライブ」を開催[61]。
- 7月31日、愛知・名古屋ダイアモンドホールで「TEAM SHACHI TOUR 2021 〜東名阪でオトす!!〜」（2部制）と、招待制ショーケース「ビギナーズライブ」を開催。
- 9月4日〜5日、愛知・名古屋ダイアモンドホールで名古屋ダイアモンドホール公演 2DAYS「DINER Shachi」（2日間4公演）を開催。
- 10月23日、グループ名の読み方を「シャチ」から「チームシャチ」に変更した[2]。
- 10月24日、神奈川・パシフィコ横浜国立大ホールで「OVER THE HORIZON 〜はちゃめちゃ！パシフィコ！〜」を開催[62][63][64][65]。
- 11月13日、愛知・Zepp Nagoyaでワンマンライブ「鯱の大感謝祭 〜ありがとう2021〜」愛知公演を開催。
- 12月3日、東京・TSUTAYA O-EASTでワンマンライブ「鯱の大感謝祭 〜ありがとう2021〜」東京公演を開催[66][67]。

2022年
- 2月12日 - 4月23日、ツアー「TOUR 2022 〜猪突！猛進！猛進！猛進！猛進！〜」を全国10会場で[注 4]開催[69][70]。
- 2月16日、TEAM SHACHI名義の1stフルアルバム『TEAM』を発売[71]。
- 8月21日、ライブ「ライブナタリー “TEAM SHACHI” 〜起こせアクション！nobodyknows+さんとレペゼン052❤️～ supported by teket」を開催[72]。
- ワーナーミュージック・ジャパン内のレーベル・unBORDEを卒業。2022年8月に自主レーベル「ワクワクレコーズ」を立ち上げた[73][74]。
- 9月23日、ワクワクレコーズから第1弾の配信シングル『舞頂破』をリリース。
- 10月10日、大阪・大阪城音楽堂でワンマンライブ「TEAM SHACHI SHACHI SUMMER 〜破茶滅茶！夏のサバイバル！〜」（振替公演）を開催。
- 11月23日、ワクワクレコーズから初となるEPを発売。
- 12月24日、東京・品川ステラボールでワンマンライブ「鯱の大感謝祭」を開催。

2023年
- 1月28日、愛知・Zepp Nagoyaでワンマンライブを開催。
- 2月25日、東京・LINE CUBE SHIBUYAでワンマンライブを開催。
- 3月1日、カミングフレーバーとのコラボユニット「シャチフレ」として、シングル「I’s PRIDE」（アイズプライド）を発売[75]。
- 7月22日、愛知・名古屋城 二の丸広場で野外ワンマンライブ「SHACHI SUMMER2023 名古屋城～叫べ！夢と希望の銃弾を放つ夜～」を開催。「シャチサマ」としてはコロナ禍をはさんで5年ぶりの声出し解禁ライブとなった[76]。

2024年
- 8月10日-11日、埼玉・東武動物公園 イベントスペースHOLA!にてワンマンライブ「SHACHI SUMMER2024～サマースプラッシュ！やんちゃで自由な真夏の祭典～」、「SHACHI SUMMER2024～沸騰！リアルサウナHOLA！～」を2DAYSで開催した[77]。

2025年
- 1月4日、TOKYO DOME CITY HALLでワンマンライブ「決戦の鯱詣2025 ～ポジティブ・エキサイティング・ソウル・ライブ」を開催。2018年から7年ぶりの「鯱詣」と題したライブの開催となった[78]。
- 2月28日、同年12月で解散することを発表。[79][1]。

- 9月21日、東京・立川ステージガーデンにて関東でのラストワンマンライブを開催予定[80]。

- 12月13日、チームしゃちほこの原点とも言える愛知・名古屋城にてラストライブを予定している[81]。

## 作品
順位はオリコン・ウィークリーランキング 最高位。

### シングル
STARDUST DIGITAL
- 恋人はスナイパー/ごぶれい!しゃちほこでらックス (ライブ会場限定盤) - 2012年4月26日
- トリプルセブン (ライブ会場限定盤) - 2012年7月7日

コラボレーション・シングル
| #                | 発売日           | タイトル         | 名義                        | 規格品番                                         | 順位             |
| チームしゃちほこ | チームしゃちほこ | チームしゃちほこ | チームしゃちほこ            | チームしゃちほこ                                 | チームしゃちほこ |
| ---------------- | ---------------- | ---------------- | --------------------------- | ------------------------------------------------ | ---------------- |
| 1st              | 2018年8月29日    | BURNING FESTIVAL | チームしゃちほこ×RADIO FISH | WPCL-12926 (通常盤) WPZL-31502/3 (初回限定盤)    | 3位              |
| TEAM SHACHI      |                  |                  |                             |                                                  |                  |
| 1st              | 2023年3月1日     | I's PRIDE        | シャチフレ                  | ZEST-0021 (通常盤) ZEST-0022 (@Loppi・HMV限定盤) | 9位              |
| 配信             | 2023年5月19日    | かいじん         | シャチフレ                  | -                                                |                  |

### アルバム
| #                              | 発売日                         | タイトル                       | 規格品番 | 順位                           | 備考                           |
| ワーナーミュージック・ジャパン | ワーナーミュージック・ジャパン | ワーナーミュージック・ジャパン | ワーナーミュージック・ジャパン | ワーナーミュージック・ジャパン | ワーナーミュージック・ジャパン |
| チームしゃちほこ               | チームしゃちほこ               | チームしゃちほこ               | チームしゃちほこ | チームしゃちほこ               | チームしゃちほこ               |
| ------------------------------ | ------------------------------ | ------------------------------ | --- | ------------------------------ | ------------------------------ |
| 配信                           | 2014年7月2日                   | チームしゃちほこ 入門編        | - | -                              | iTunes限定                     |
| 1st                            | 2014年8月20日                  | ひまつぶし                     | CD：WPCL-11956 (初回生産限定ひまつぶしプライス【聴く盤】) CD+DVD：WPZL-30902/3 (初回限定【見る盤】) CD：WPCL-11978 (初回限定【踊る盤】) | 3位                            |                                |
| 配信                           | 2015年7月24日                  | チームしゃちほこ 実用編        | - | -                              | iTunes先行配信                 |
| 2nd                            | 2017年2月22日                  | おわりとはじまり               | CD：WPCL-12510 (通常盤) CD+Blu-ray：WPZL-31264/5 (初回限定盤A) 2CD：WPCL-12511/2 (初回限定盤B) | 10位                           |                                |
| TEAM SHACHI                    |                                |                                | |                                |                                |
| 1st                            | 2022年2月16日                  | TEAM                           | CD：WPCL-13358 (【チームシャチ盤】通常盤) 2CD+Blu-ray：WPZL-31932～4 (【HORIZON盤】初回限定盤) CD+Blu-ray：WPZL-31935/6 (【秋本帆華盤】完全生産限定) CD+Blu-ray：WPZL-31937/8 (【咲良菜緒盤】完全生産限定) CD+Blu-ray：WPZL-31941/2 (【大黒柚姫盤】完全生産限定) CD+Blu-ray：WPZL-31939/40 (【坂本遥奈盤】完全生産限定) 4CD+Blu-ray：WPZL-60013/7 (【はちゃめちゃ！豪華盤】FC限定盤（完全生産限定）) | 6位                            |                                |
| ワクワクレコーズ               |                                |                                | |                                |                                |
| 2nd                            | 2024年2月14日                  | 笑う門には服着る               | Mカード：SDPM-1004 3CD+Blu-ray：SDPC-1041（秋本帆華コーデver.） 3CD+Blu-ray：SDPC-1043（咲良菜緒コーデver.） 3CD+Blu-ray：SDPC-1045（大黒柚姫コーデver.） 3CD+Blu-ray：SDPC-1047（坂本遥奈コーデver.） | -                              | CD盤は一般流通なし             |

### ベストアルバム
| #                | 発売日           | タイトル             | 規格品番 | 順位             |
| チームしゃちほこ | チームしゃちほこ | チームしゃちほこ     | チームしゃちほこ | チームしゃちほこ |
| ---------------- | ---------------- | -------------------- | --- | ---------------- |
| 1st              | 2017年10月18日   | しゃちBEST 2012-2017 | 2CD：WPCL-12749/50 (通常盤) 2CD+Blu-ray：WPZL-31368/70 (5周年盤) 2CD+SG：WPCL-12751/3 (ROAD to ナゴヤドーム前矢田盤) | 6位              |

### ライブ音源
全速前進（Live at Zepp Nagoya 2018.10.23）（2018年12月19日配信）
1. よろしく人類（Live at Zepp Nagoya 2018.10.23）
2. パレードは夜空を翔ける（Live at Zepp Nagoya 2018.10.23）
3. START（Live at Zepp Nagoya 2018.10.23）

全速前進 聖なる本編（Live at Zepp Tokyo、2018.12.18）（2019年3月8日配信）
1. OVERTURE〜PING-PONG〜
2. We are…
3. START
4. 雨天決行
5. DREAMER
6. Hello, TEAM SHACHI
7. ULTRA 超 MIRACLE SUPER VERY POWER BALL
8. よろしく人類
9. OEOEO
10. ザ・スターダストボウリング
11. BURNING FESTIVAL
12. シャンプーハット
13. パレードは夜空を翔ける
14. colors 〜part 1〜
15. おっとりガールの憂鬱
16. グラブジャムン
17. colors 〜part 2〜
18. エンジョイ人生
19. そこそこプレミアム
20. ちぐはぐ・ランナーズ・ハイ
21. ROSE FIGHTERS
22. 抱きしめてアンセム

### 参加楽曲
- 3B junior
  - 七色のスターダスト (2014年1月1日発売)
- Basement Jaxx
  - Back 2 the Wild (Japanese ver.) [feat. Team Syachihoko] (2015年5月18日発売、iTunesで配信)
- unBORDE all stars
  - Feel (アルバム『Feel + unBORDE GREATEST HITS』収録、2016年3月9日発売)[87]
- STARDUST PLANET
  - We are "STAR" (2018年7月10日発売、各音楽配信サイトで配信）

### 映像作品
| #                | 発売日           | タイトル                                                         | 規格品番                                                                      | 順位             |
| チームしゃちほこ | チームしゃちほこ | チームしゃちほこ                                                 | チームしゃちほこ                                                              | チームしゃちほこ |
| ---------------- | ---------------- | ---------------------------------------------------------------- | ----------------------------------------------------------------------------- | ---------------- |
| 1st              | 2013年4月24日    | 初ワンマンライブ（決）〜君への想い時期尚早〜                     | WPXL-90019 (Blu-ray)                                                          | 61位             |
| 1st              | 2013年4月24日    | 初ワンマンライブ（決）〜君への想い時期尚早〜                     | WPBL-90219 (DVD)                                                              | 136位            |
| 2nd              | 2013年8月14日    | ZeppZeppHep World Premium Japan Tour 2013 〜見切り発車は蜜の味〜 | WPXL-90023 (Blu-ray)                                                          | 14位             |
| 2nd              | 2013年8月14日    | ZeppZeppHep World Premium Japan Tour 2013 〜見切り発車は蜜の味〜 | WPBL-90234/5 (DVD)                                                            | 74位             |
| 3rd              | 2013年12月4日    | チームしゃちほこサマーフェスティバル2013 〜略して"しゃちサマ♪"   | WPXL-90061 (Blu-ray)                                                          | 14位             |
| 3rd              | 2013年12月4日    | チームしゃちほこサマーフェスティバル2013 〜略して"しゃちサマ♪"   | WPBL-90266 (DVD)                                                              | 86位             |
| 4th              | 2014年5月28日    | チームしゃちほこ愛の地球祭り 2013 in 愛知県体育館                | WPXL-90070 (Blu-ray)                                                          | 29位             |
| 4th              | 2014年5月28日    | チームしゃちほこ愛の地球祭り 2013 in 愛知県体育館                | WPBL-90294/5 (DVD)                                                            | 34位             |
| 5th              | 2014年12月24日   | しゃちサマ2014〜神々の祭り〜at 日本武道館                        | WPXL-90087 (Blu-ray)                                                          | 25位             |
| 5th              | 2014年12月24日   | しゃちサマ2014〜神々の祭り〜at 日本武道館                        | WPBL-90313/4 (2DVD)                                                           | 62位             |
| 6th              | 2015年5月27日    | 鯱詣 2015 at 愛知県体育館                                        | WPXL-90099 (Blu-ray)                                                          | 26位             |
| 6th              | 2015年5月27日    | 鯱詣 2015 at 愛知県体育館                                        | WPBL-90334/5 (2DVD)                                                           | 39位             |
| 7th              | 2015年11月18日   | しゃちサマ2015                                                   | WPZL-90089 (豪華版:Blu-ray+CD) WPXL-90114 (通常盤:Blu-ray)                    | 21位             |
| 7th              | 2015年11月18日   | しゃちサマ2015                                                   | WPZL-90086 (豪華版:DVD+CD) WPBL-90356 (通常盤:DVD)                            | 31位             |
| 8th              | 2016年9月7日     | 鯱のぼり at 幕張メッセイベントホール                             | WPZL-90125/7 (完全初回生産限定:Blu-ray+PlugAir) WPXL-90133/4 (通常盤:Blu-ray) | 16位             |
| 8th              | 2016年9月7日     | 鯱のぼり at 幕張メッセイベントホール                             | WPZL-90122/4 (完全初回生産限定:2DVD+Plugair) WPBL-90400/1 (通常盤:2DVD)       | 56位             |
| 9th              | 2017年3月29日    | colors at 横浜アリーナ                                           | WPXL-90149 (Blu-ray)                                                          | 36位             |
| 9th              | 2017年3月29日    | colors at 横浜アリーナ                                           | WPBL-90421/2 (DVD)                                                            | 89位             |
| TEAM SHACHI      |                  |                                                                  |                                                                               |                  |
| 10th             | 2020年10月21日   | TEAM SHACHI TOUR 2020〜異空間〜：Spectacle Streaming Show “ZERO” | WPXL-90236 (Blu-ray:通常盤)                                                   |                  |
| 10th             | 2020年10月21日   | TEAM SHACHI TOUR 2020〜異空間〜：Spectacle Streaming Show “ZERO” | WPXL-90237 (Blu-ray:タフ民盤)                                                 |                  |
| 10th             | 2020年10月21日   | TEAM SHACHI TOUR 2020〜異空間〜：Spectacle Streaming Show “ZERO” | WPZL-90214/6 (Blu-ray+2CD:コンプリート盤)                                     |                  |

バラエティ
- チームしゃちほこの『遅刻すんなよ!!』(2013年11月1日、BOOKぴあ)
- チームしゃちほこの『ゆるしゃち』1 (2014年3月26日、ワーナーミュージック・ジャパン)
- チームしゃちほこの『ゆるしゃち』2 (2014年3月26日、ワーナーミュージック・ジャパン)
- チームしゃちほこの『ゆるしゃち』3 (2014年3月26日、ワーナーミュージック・ジャパン)
- チームしゃちほこの『ゆるしゃち』4 (2014年9月24日、ワーナーミュージック・ジャパン)
- チームしゃちほこの『ゆるしゃち』5 (2014年9月24日、ワーナーミュージック・ジャパン)
- チームしゃちほこの『ゆるしゃち』6 (2015年7月8日、ワーナーミュージック・ジャパン)
- チームしゃちほこの『ゆるしゃち』7 (2015年7月8日、ワーナーミュージック・ジャパン)
- チームしゃちほこの『ゆるしゃち』8 (2015年7月8日、ワーナーミュージック・ジャパン)
- チームしゃちほこのマジでガチなんですけどぉ〜! Blu-ray BOX (2015年7月29日、BSフジ)[注 8]
- チームしゃちほこの「鯱旅〜中国・大連編〜」(2015年12月2日、SDP)
- ゆるしゃちSP「ケッタで行こまい!」(2016年1月22日、SDP)
- チームしゃちほこの『ゆるしゃち』9 (2016年8月26日、SDP)
- チームしゃちほこの『ゆるしゃち』10 (2016年8月26日、SDP)
- チームしゃちほこの『ゆるしゃち』11 (2016年8月26日、SDP)
- チームしゃちほこの『ゆるしゃち』12 (2017年7月19日、SDP)
- チームしゃちほこの『ゆるしゃち』13 (2017年7月19日、SDP)
- チームしゃちほこの『ゆるしゃち』14 (2017年7月19日、SDP)
- チームしゃちほこの『ゆるしゃち』15 (2017年7月19日、SDP)
- 「黒鯱」1（2018年12月19日、SDP）
- 「黒鯱」2（2018年12月19日、SDP）
- 「黒鯱」3（2018年12月19日、SDP）

出演イベント
- 3Bjunior LIVE FINAL 俺の藤井 2014 (2014年4月23日、SDR)
- 夏S 2018 ももクロトリビュート 〜みんなで10周年をお祝いしちゃうぞ！〜 (2018年7月28日、スターダストプロモーション)

舞台
- 舞台「黒鯱」Blu-ray（2018年12月19日、SDP）

### 書籍
- 鯱本 (2015年5月17日、SDP) ISBN 978-4-906953-29-5
- LEON!?モテるチームしゃちほこの作り方 (2015年5月18日、主婦と生活社)
- チームしゃちほこ初写真集「SYACHI TRIP」(2017年3月15日、TOKYO NEWS MOOK)[88]

### ゲーム
- しゃちほこ〜る (iOS/Android、2015年8月サービス開始、2018年7月28日サービス終了。スタジオ斬)[89]
- ROCKMAN 20XX 〜戦え！TEAM SHACHI〜（スマートフォン向けブラウザゲーム。2019年9月12日ローンチ）

## タイアップ
| 楽曲                                   | タイアップ                                                                                     | 収録作品                                                         |
| チームしゃちほこ                       | チームしゃちほこ                                                                               | チームしゃちほこ                                                 |
| -------------------------------------- | ---------------------------------------------------------------------------------------------- | ---------------------------------------------------------------- |
| ピザです!                              | アオキーズ・ピザ 25周年記念CMソング                                                            | 2ndシングル『トリプルセブン』                                    |
| 首都移転計画                           | テレビ朝日『お願い!ランキング』2013年6月テーマソング                                           | 4thシングル『首都移転計画』                                      |
| そこそこプレミアム                     | CBCテレビ『なるほどプレゼンター!花咲かタイムズ』4代目テーマソング                              | 4thシングル『首都移転計画』                                      |
| マジ感謝                               | 映画『男子高校生の日常』主題歌                                                                 | 4thシングル『首都移転計画』                                      |
| いいくらし                             | テレビ朝日系『musicる TV』2014年5月度エンディングテーマ                                        | 6thシングル『いいくらし』                                        |
| チームしゃちほこの野菜生活体操         | カゴメ 2014年新プロジェクト「野菜生活体操」テーマソング                                        | 6thシングル『いいくらし』                                        |
| 大好きっ!                              | 名古屋港水族館 2014年イメージソング                                                            | 6thシングル『いいくらし』                                        |
| よろしく人類                           | ローソン中部ローソン支社『チームしゃちほこローソン夏祭りキャンペーン』キャンペーン告知CMソング | 1stアルバム『ひまつぶし』                                        |
| よろしく人類                           | CBCラジオ「今月のうた」2014年8月度                                                             | 1stアルバム『ひまつぶし』                                        |
| 抱きしめてアンセム                     | 日本テレビ系『PON!』2014年9月度エンディングテーマ                                              | 1stアルバム『ひまつぶし』                                        |
| シャンプーハット                       | テレビ朝日系『musicる TV』2014年12月度オープニングテーマ                                       | 7thシングル『シャンプーハット』                                  |
| 天才バカボン                           | 映画『天才バカヴォン〜蘇るフランダースの犬〜』オープニングテーマ                               | 8thシングル『天才バカボン』                                      |
| いけいけハリウッド                     | ラグーナテンボス 2015年夏CMソング                                                              | 8thシングル『天才バカボン』                                      |
| Twilight                               | オンラインゲーム『LORD of VERMILION ARENA』タイアップソング                                    | 8thシングル『天才バカボン』                                      |
| 怪獣トットト                           | NHK『みんなのうた』2015年8月・9月放送曲                                                        | 限定シングル『怪獣トットト/じりじり夏活委員会 feat. しまじろう』 |
| じりじり夏活委員会 feat. しまじろう    | テレビせとうち『しまじろうのわお!』2015年7月・8月 歌のコーナー                                 | 限定シングル『怪獣トットト/じりじり夏活委員会 feat. しまじろう』 |
| BASYAUMA ROCK                          | テレビ東京系テレビアニメ『いとしのムーコ』エンディングテーマ                                   | 1stミニアルバム『いいじゃないか』                                |
| ちぐはぐ・ランナーズ・ハイ             | フジテレビ系テレビドラマ『テディ・ゴー!』主題歌                                                | 1stミニアルバム『いいじゃないか』                                |
| Chérie!                                | NHK Eテレアニメ『ねこねこ日本史』オープニングテーマ                                            | 9thシングル『Chérie!』                                           |
| ULTRA 超 MIRACLE SUPER VERY POWER BALL | スペースシャワーTVプラス「ヘビロテ!」(2016年8月前半)                                           | 10thシングル『ULTRA 超 MIRACLE SUPER VERY POWER BALL』           |
| レディオにおねがい〜RADIO CBC          | CBCラジオ『チームしゃちほこ ごぶれいしました!』エンディングテーマ                              | 限定シングル『時計じかけのユニットたち vol.4』                   |
| 夢でもいいの                           | NHK Eテレアニメ『ねこねこ日本史』オープニングテーマ                                            | 2ndアルバム『おわりとはじまり』                                  |
| 秘密のセレナーデ                       | NHK Eテレアニメ『ねこねこ日本史』エンディングテーマ                                            | 2ndアルバム『おわりとはじまり』                                  |
| START                                  | スペースシャワーTVプラス「ヘビロテ!」(2017年2月後半)                                           | 2ndアルバム『おわりとはじまり』                                  |
| BURNING FESTIVAL                       | TBS系『トコトン掘り下げ隊!生き物にサンキュー!!』エンディングテーマ                             | コラボレーションシングル『BURNING FESTIVAL』                     |
| TEAM SHACHI                            |                                                                                                |                                                                  |
| グラブジャムン                         | 名古屋港水族館 CMソング                                                                        | 1stミニアルバム『TEAM SHACHI』                                   |
| DREAMER                                | メ〜テレ ドラマ『イジューは岐阜と』主題歌                                                      | 1stミニアルバム『TEAM SHACHI』                                   |
| わたしフィーバー                       | 映画「燃えよ!失敗女子」主題歌                                                                  | 1stシングル『Rocket Queen feat. MCU / Rock Away』                |
| Rocket Queen feat. MCU                 | カプコン『ROCKMAN 20XX 〜戦え！TEAM SHACHI〜』テーマソング                                     | 1stシングル『Rocket Queen feat. MCU / Rock Away』                |
| ピザです! TEAMSHACHI Ver               | アオキーズ・ピザ 冬の新作ピザ・TEAM SHACHI篇                                                   |                                                                  |
| HORIZON                                | アニメ「ドールズフロントライン」エンディングテーマ                                             | 1stフルアルバム『TEAM』                                          |

## 出演
- ラジオはFM AICHI「FUJIMAKI GROUP presents TEAM SHACHIのF&C ミュージック」[98]（毎週金曜日19:00-19:30）に出演中。
  - 坂本遥奈はCBCラジオのチュウモリ「推シマシ」（毎週木曜日22:00-24:30）に番組パーソナリティとして出演中。
- WEB配信はニコニコチャンネルで「TEAM SHACHIのSATURDAYS!!!! 〜シャチサタ〜」[99]を月1回以上配信中。
  - 大黒柚姫がYouTubeで「柚姫の部屋」[100]（毎週月曜日21:00-）を配信中。
- WEB連載はLocipo & GYAO!で「TEAM SHACHI はちゃめちゃ学園」を毎週金曜に配信中[101][102]。

### テレビ
レギュラー番組 / 冠番組
- チームしゃちほこ&アシュラくんの10分10ピン10問ショー（2012年11月5日、6日、7日、メ〜テレ）
- 祝!名古屋メジャーデビュー 私たち"チームしゃちほこ"です!（2012年11月11日、スペースシャワーTVプラス）
- アイドルの裏のうらのウラ チームしゃちほこスペシャル!（2013年1月22日、メ〜テレ）
- 名古屋しゃちほこ学園（2013年4月4日 - 2014年3月27日、テレビ愛知）[103]
- ゆるしゃち（2013年4月5日 - 2017年3月24日、メ〜テレ・エンタメ〜テレ[注 9]）
- チームしゃちほこ 日本先行独占スペシャル（2013年6月22日、スペースシャワーTVプラス）
- チームしゃちほこのリアクション（2013年8月8日、9日、10日、11日、12日、13日、メ〜テレ）
- チームしゃちほこの『遅刻すんなよ!!』（2013年9月1日、8日、テレビ愛知）
- かよチュー×チームしゃちほこ 〜名古屋でらおもてなしバスツアーSP〜（2013年12月29日、CBCテレビ）
- チームしゃちほこ スペシャル（2014年5月1日、2017年2月24日、10月18日、スペースシャワーTVプラス）
- チームしゃちほこの マジでガチなんですけどぉ〜!（2014年10月16日 - 2015年3月28日、BSフジ）
- HeadbangersBall Special:Selected by 咲良菜緒(チームしゃちほこ)（Part1 2015年5月4日、Part2 7月26日、Part3 2016年8月8日、MTV JAPAN）
- MTV LIVE:TEAM SYACHIHOKO -幕張HOLLYWOOD-（2015年7月12日、MTV JAPAN）
- MTV LIVE:TEAM SYACHIHOKO -SYACHI SUMMER 2015-（2015年10月18日、MTV JAPAN）
- MTV LIVE:TEAM SYACHIHOKO -JK卒業式 2016-（2016年5月14日、MTV JAPAN）
- チームしゃちほこ VideoSelects（2016年5月14日、MTV JAPAN）
- チームしゃちほこへきくちから（2016年5月19日、フジテレビNEXT)
- ROAD to 笠寺〜4年間の軌跡と5年目の奇跡〜（2016年7月29日、テレビ埼玉）
- チームしゃちほこ しゃちサマ2016〜真夏のPOWERBALL at 日本武道館〜（2016年11月5日、BSスカパー!）
- 生中継!チームしゃちほこ THE LIVE “横浜アリーナ〜colors〜”（2016年11月13日、WOWOWライブ）
- しゃちサマ2014〜神々の祭り〜 at 日本武道館（2016年11月28日、MTV JAPAN）
- 鯱詣2015 at 愛知県体育館（2016年12月18日、WOWOWライブ）
- しゃちサマ2016〜真夏のPOWERBALL at 日本武道館〜（2016年12月19日、MTV JAPAN）
- 鯱のぼり at 幕張メッセ<DAY1〜跳ねまくれ!魚のぼり>（2016年12月28日、BSスカパー!）
- 鯱のぼり at 幕張メッセ<DAY2〜吠えまくれ!虎のぼり>（2016年12月29日、BSスカパー!）
- チームしゃちほこ MUSIC VIDEO SPECIAL（2017年2月20日、スペースシャワーTVプラス）
- チームしゃちほこ リリース記念ライブ スペシャル（2017年3月18日、スペースシャワーTVプラス）
- チームしゃちほこ 結成5周年スペシャル 〜おわりとはじまり〜（2017年3月18日、スペースシャワーTVプラス）
- 黒鯱（2017年4月21日 - 、メ〜テレ）
- 地元応援バラエティ チームしゃちほこの推しシャチ（2017年9月18日、メ〜テレ）
- チームしゃちほこ『しゃちBEST 2012-2017』スペシャル（2017年10月18日、スペースシャワーTVプラス）
- 舞台「黒鯱」 〜黒鯱年代記/遮二無二の章〜（2018年1月27日、テレ朝チャンネル1）
- 全力しゃち部 THE TV めざせ車で天下統一! 愛知54市町村・陣取り合戦!（2018年2月18日・25日、テレビ愛知）[104]
- チームしゃちほこ ホノルル・レインボー駅伝 スペシャル（2018年5月5日、スペースシャワーTVプラス）
- TEAM SHACHI 「Rocket Queen feat. MCU」長岡ドキュメンタリー（2019年10月27日、スペースシャワーTVプラス）

### 映画
- 男子高校生の日常（2013年10月12日公開）[92]
- 天才バカヴォン〜蘇るフランダースの犬〜（2015年5月13日公開） - 秋本がウナギイヌ役として声の出演。
- クハナ!（2016年10月8日公開） - 秋本、咲良
- 燃えよ！失敗女子（2019年6月15日公開）- グループ初の主演映画。

### 舞台
- 舞台「黒鯱」 〜黒鯱年代記／遮二無二の章〜（2017年8月25日 - 27日 東別院ホール他）
- HAPPYDAYS〜28時から29時10分までのふたり〜（2019年10月15日 - 21日 新宿ゴールデン街劇場）- 秋本・咲良
- 信長の野望・大志 -零- 桶狭間前夜 〜兄弟相克編〜（2019年11月14日 - 20日・23日 かめありリリオホール他）
- 舞台『八十亀ちゃんかんさつにっき』（延期のため時期未定）

### ラジオ
レギュラー番組 / 冠番組
- チームしゃちほこ ごぶれいしました!（2013年1月5日 - 2017年3月8日、CBCラジオ） - 電磁マシマシ内 → ナガオカ×スクランブル内[注 10][注 11]
- チームしゃちほこのオールナイトニッポンモバイル(2013年6月12日 - 随時、ニッポン放送携帯サイト)
- チームしゃちほこのオールナイトニッポンR（2013年7月13日深夜、2014年12月6日深夜、2015年5月9日深夜、ニッポン放送）
- チームしゃちほこのNACKしゃちラジ。（2014年5月11日深夜、FM NACK5） - 咲良・伊藤
- チームしゃちほこ☆夢でまちぶせ（2018年1月24日、Radio NEO）[105]
- チームしゃちほこ 愛してま〜す（2018年8月22日 - 、JFN PARK、毎週水曜日放送）
- FUJIMAKI GROUP presents TEAM SHACHIのF&C ミュージック（FM AICHI、毎週金曜日19:00-19:30）[98]

### CM
- アオキーズ・ピザ『4in1カリフォルニアスタイル編』、『ハロウィンカーニバル編』（2012年）
- ロッテ『EVERYDAY,Choco-motion』（2013年10月2日）
- 名古屋港水族館（2014年）[94]
- ローソン中部ローソン支社『チームしゃちほこローソン夏祭りキャンペーン』（2014年）
- ラグーナテンボス（2015年）
- 名古屋市長選挙「GO!GO!TEAM NAGOYA」（2017年）[106]
- アオキーズ・ピザ『冬の新作ピザ・TEAM SHACHI編』（2020年）[107]
- F&Cホールディングス（FUJIMAKI GROUP）（2020年 - ）
- 寿がきや食品
  - 『5食入 本店の味 メンマ風味しょうゆ味』（2020年 - ）
    - 「TEAM SHACHI限定パッケージ」を2021年4月中旬から6月にかけて発売した[108]。

  - 『小さなおうどん』いちばんのこだわり篇（2021年）[109][110]
  - 『みそ煮込うどん』湯気篇（2021年）[111]

### 新聞
連載
- 中日新聞「ただいま成長中!!」（2015年9月 - 11月、隔週）

### 雑誌
連載
- B.L.T.中部版 「ももえび3年 しゃち何年?」（2012年8月24日 - ）
- ミューズクリップ「チームしゃちほこのたかまるぅ♪」（2012年10月25日 - 2015年3月25日、隔号）
- B.L.T. チームしゃちほこ版「しゃち狩りいこうぜ!」（2013年5月3日 - ）

### web
- 中日新聞ほっとweb チームしゃちほこの「おしごと見聞録」[112]（2015年4月22日 - 毎月更新）
- チームしゃちほこグルメ行脚〜#柚姫の大逆襲〜（FRESH!、2018年4月27日 - ）
- おうち時間TV（YouTube、2020年）[113]
- HACHA-MECHA Channel（YouTube、2021年4月 - ）[113]
- TEAM SHACHI はちゃめちゃ学園（Locipo & GYAO!、2021年6月18日 - 毎週金曜日に配信）[114][115]
- TEAM SHACHIのSATURDAYS!!!! 〜シャチサタ〜（ニコニコチャンネル、2021年7月31日 - 月1回以上配信）[116][117]

### イベント
小目次: 2012年 - 2013年 - 2014年 - 2015年 - 2016年 - 2017年 - 2018年 - 2019年 - 2020年 - 2021年 - 2022年
2012年
- TOKYO IDOL FESTIVAL 2012（8月4日・5日、お台場・青海特設会場）
- 日本縦断アイドル乱舞2012（8月10日・名古屋CLUB QUATTRO、8月23日、東京SHIBUYA-AX）
- NBC長崎放送創立60周年記念 クローバーEXPO(9月29日、長崎市稲佐山公園野外ステージ)
- unBORDE X'mas PARTY(12月24日、Zepp DiverCity)

2013年
- スタダ芸能3部祭り2013 (1月5日、studio coast)
- アイドルグランプリ 〜大人の事情なんて不必要!? グループ対抗頂上決戦!〜（3月31日、新宿BLAZE）
- お台場合衆国2013 めざましライブ（7月14日、お台場合衆国）[118]
- BOMBER-E秋まつりアイドル裏のウラのうらLIVE（9月29日、久屋広場特設ステージ）
- KAZOKU FES. 2013（2013年10月12日、ラグーナ蒲郡ラグーナビーチ）
- FamilyMart Presents MUSIC FOR ALL, ALL FOR ONE 2013（12月23日、国立代々木競技場第一体育館）
- unBORDE Xmas PARTY 2013（12月23日、EX THEATER ROPPONGI）
- COUNTDOWN JAPAN 13/14（12月29日、幕張メッセ）

2014年
- 3Bjunior LIVE FINAL"俺の藤井"2014（1月4日、グリーンドーム前橋）
- ニコニコ超会議3「超音楽祭2014 〜超会議3〜」（4月17日、幕張メッセ）
- ゆるしゃち特別編『チームしゃちほこリクエストアワード劇場版』トークイベント（7月13日、17日、18日、イオンシネマ名古屋茶屋）
- MUSIC LIFE'14 in 長崎（2014年8月2日、長崎市稲佐山公園野外ステージ）
- ROCK IN JAPAN FESTIVAL 2014（8月9日、国営ひたち海浜公園）
- お台場新大陸 めざましライブ（8月17日、お台場新大陸）[119]
- GIRLS' FACTORY 14（8月19日、国立代々木競技場第一体育館）
- 氣志團万博2014〜房総大パニック!超激突!!〜Presented byシミズオクト（9月14日、袖ケ浦海浜公園）
- 南阿蘇 花火&音楽イベント「Wonder Aso2014」（9月27日、熊本県野外劇場 ASPECTA）
- ニッポン放送 ミュ〜コミ+プレゼンツ 秋の学園祭・おんなもアリ〜な!?（11月29日、横浜アリーナ）
- unBORDE Xmas PARTY 2014（12月23日、Zepp Tokyo）

2015年
- ふじいとヨメの七日間戦争（日本青年館）
  - 俺のイエローサミット（1月7日） - 伊藤のみ
  - 俺のしゃちほこライブ（1月9日） - 坂本が欠席
  - 俺のザ・ベストテン（1月11日） - 秋本・安藤・大黒・伊藤
  - 俺のエビしゃちライブ（1月12日） - 坂本が欠席
- 第2回大連ジャパンブランド （3月21日、22日、中国‧大連‧万達広場）
- ZIP!春フェス2015（3月26日、東京ドームシティホール）
- ミュ〜コミ+プラス 春の学園祭 ★野音にカモ〜音!★（5月3日、日比谷野外音楽堂 大音楽堂）
- KAZOKU FES. 2015（5月16日、ラグーナ蒲郡ラグーナビーチ）
- JOIN ALIVE 2015（7月18日、北海道いわみざわ公園）
- お台場夢大陸〜ドリームメガナツマツリ〜 めざましライブ （7月20日、SUMMER GATE スタジアム）
- CBCラジオ夏祭り（7月26日、名古屋久屋大通公園）
- テレビ朝日夏祭り SUMMER STATION 音楽LIVE （7月31日、六本木ヒルズアリーナ）
- GIRLS' FACTORY 15（8月3日、4日、国立代々木競技場第一体育館）
- ZIP!夏まつり （8月7日、赤レンガパーク）
- ROCK IN JAPAN FES. 2015 （8月8日、国営ひたち海浜公園）
- 氣志團万博2015 〜房総!抗争!天下無双!妄想!狂騒!大暴走!〜 Presented by シミズオクト  （9月19日、千葉県・袖ヶ浦海浜公園）
- メ〜テレ 秋まつり2015 BOMBER-E I.ナイト 秋まつりスペシャルLIVE（9月27日、久屋広場・特設ステージ）
- 第61回名古屋まつり（10月18日、久屋大通公園久屋広場）
- 勝手にunBORDE Xmas PARTY 2015!!!!! （12月24日、ZEPP Tokyo）
- COUNTDOWN JAPAN 15/16 （12月29日、幕張メッセ国際展示場）

2016年
- 俺の藤井 2016 in さいたまスーパーアリーナ 〜Tynamite!!〜 （1月8日、9日、さいたまスーパーアリーナ）
- TOKYO IDOL FESTIVAL 2016（8月6日、お台場・青海周辺エリア）
- rockin'on presents ROCK IN JAPAN FESTIVAL 2016（8月13日、国営ひたち海浜公園）

2017年
- TOKYO IDOL FESTIVAL2017（8月4-5日、お台場・青海周辺エリア）
- ROCK IN JAPAN FESTIVAL 2017（8月11日、国営ひたち海浜公園）
- rockin’on presents COUNTDOWN JAPAN 17/18（12月28日、幕張メッセ）

2018年
- 大学対抗 女子大生アイドル日本一決定戦「UNIDOL」にサプライズゲスト出演（2月14日、新木場コースト）[120]
- 夏S 2018 ももクロトリビュート 〜みんなで10周年をお祝いしちゃうぞ！〜（7月28日、メットライフドーム）
- TOKYO IDOL FESTIVAL 2018（8月3日、お台場・青海周辺エリア）
- rockin'on presents ROCK IN JAPAN FESTIVAL 2018（8月11日、国営ひたち海浜公園）
- @JAM EXPO 2018（8月26日、横浜アリーナ）
- rockin’on presents COUNTDOWN JAPAN 18/19（12月30日、幕張メッセ）

2019年
- AirAsia Presents メ〜テレ MUSIC WAVE 2019 〜踊るラグーナビーチ〜（5月25日、ラグーナビーチ）
- JOIN ALIVE 2019（7月13日、いわみざわ公園）
- ICHIBAN JAPAN PREMIUM NIGHT vol.1 Case of TEAM SHACHI〜The Meaning of STAPLALOCALISM?〜 夏だ！ 浴衣だ！ ライブだ！（7月19日、TSUTAYA O-EAST）[121]
- スタプラローカリズム vol.1〜狼煙をあげろ！〜（8月4日、台北CLAPPER STUDIO）[122]
- rockin'on presents ROCK IN JAPAN FESTIVAL 2019（8月11日、国営ひたち海浜公園）
- SUMMER SONIC 2019 OSAKA（8月16日、舞洲SONIC PARK）
- 西日本アイドルフェスティバル 2019（12月31日、Zepp Namba）

2020年
- 「ミューコミプラス」 presents スタプラアイドルフェスティバル〜今宵、シンデレラが決まる〜（1月19日、横浜アリーナ）
- CBCラジオ ネットで夏まつり2020（7月25-26日配信）
- 長岡 米百俵フェス 〜花火と食と音楽と〜 2020（10月10日、東山ファミリーランド）
- 2020 AUTOBACS SUPER GT Round6 SUZUKA GT 300km RACE（10月25日、鈴鹿サーキット） - 国歌斉唱
- TOKYO MYSTERY CIRCUS「TEAM SHACHI 特別公演」（11月28日、東京ミステリーサーカス）
- スタプラローカリズム vol.2 〜ニコSハイパー運動会〜（12月6日配信、ニコニコ生放送）[123][124] - ばってん少女隊と合同チームを組みいぎなり東北産と対戦。MCは瀬戸口俊介（SCRAP、「柚姫の部屋」進行役）。
  - 【TEAM SHACHI、ばってん少女隊、いぎなり東北産とみよう】スタプラローカリズム vol.2 〜ニコSハイパー運動会〜（2021年2月26日配信、ニコニコ生放送）[125] - 大黒・坂本

2021年
- 名古屋グランパス FC東京戦「男祭り」（4月3日、豊田スタジアム） - 紅一点ゲストとして
- CBCラジオ ネットで夏まつり2021（7月18日配信）[126]
- 柚姫の部屋フェス（8月8日 1部/2部、USEN STUDIO COAST）[127][128]
- 名古屋グランパス「鯱の大祭典2021」（8月15日 8月29日、豊田スタジアム）[129] - 鯱の大祭典 広報大使[130]
- @JAM EXPO 2020-2021（8月28日、横浜アリーナ）
- FM OSAKA ai Night 2021〜LIVE QUEST〜（9月27日、Zepp Namba）[131]
- 「ミューコミVR」 presents スタプラアイドルフェスティバル〜今宵、2人目のシンデレラが決まる〜（10月30日、横浜アリーナ）
- 安城市 市制施行70周年記念プレイベント「ケンサチeフェス」安城市内小学生対抗HADO大会（11月3日、配信）[132] - 秋本・坂本
- スターダストプロモーション 第2回「スター☆オーディション」最終選考会イベント（11月7日、LINE CUBE SHIBUYA）
- CBCラジオ ネットで秋まつり2021（11月14日配信）[133]
- 「ボイシャチLIVE」が〜まるちょばに弟子入り!?その日限りの発表会もあるよ!!（11月17日 18日、愛知・日本特殊陶業市民会館ビレッジホール） - BOYS AND MEN、が〜まるちょばとのライブ
- SUPER GT Rd.8決勝（11月28日、富士スピードウェイ） - 国歌斉唱
- 吉祥寺にTEAM SHACHIがやってくる! 特別公演（12月4日、リアル脱出ゲーム吉祥寺店）[134]
- 長岡 米百俵フェス 〜花火と食と音楽と〜 2021（12月18日、新潟・アオーレ長岡）[135]

2022年
- 八十亀ちゃんかんさつにっき TVアニメ4期制作決定記念！田金高校新春感謝祭（1月15日、アートピアホール）
- 「にしおマラソン 2022」8時間ノンストップライブ配信（3月6日配信）[136]
- 大阪☆春夏秋冬 全国ツアー2022 Thanks for 10th〜歌い続ける僕らの唄〜（4月4日、大阪BIGCAT）
- ばってん少女隊 仙台＋東名阪ツアー「令和4年度 春の入隊式！」愛知公演 第1部（4月30日、名古屋クラブクアトロ）
- SUPER MAWA LOOP OSAKA 2022（5月7日、なんばHatch）
- IDOL STAGE FES.vol.2（5月28日、神奈川県民ホール）
- ハマフェスY163 Live STADIUM presented by Tresen＆関内デビル（5月29日、横浜スタジアム）[137]
- ッスッゴイライブPremium（6月4日、KT Zepp Yokohama）
- NAGOYA GIRLS FESTIVAL（6月18日、キャナルパークささしまパークエリア）
- SPARK 2022 in YAMANAKAKO（7月16-17日、山中湖交流プラザ きらら）
- CBCラジオ夏まつり2022（7月30-31日、エディオン久屋広場）
- 名古屋グランパス「鯱の大祭典2022」（8月6日・19日、豊田スタジアム）
- @JAM EXPO 2022（8月27日、横浜アリーナ）
- SUPER GT（8月28日、鈴鹿サーキット） - 国家独唱
- ライブライブライブ！（9月3日、名古屋市公会堂）
- 柚姫の部屋フェス2022（9月23日、川崎CLUB CITTA'）
- NAKAYOSHI FES. 2022（9月24日、渋谷）

### トークイベント
- TEAM SHACHI Twenties Talk Trip vol.1 〜ついに成人！？それはめでたい！愛でたい！坂本遥奈とついに帰ってきたJKたちの成人祝賀会〜（2019年3月2日、CBCホール）
- TEAM SHACHI  Twenties Talk Trip vol.1.5 〜坂本遥奈とついに帰ってきたJKたちの公開自己採点〜（2019年3月2日、CBCホール）
- TEAM SHACHI Twenties Talk Trip vol.2（2019年5月3日、名古屋市芸術創造センター）
- TEAM SHACHI Twenties Talk Trip vol.3（2019年12月22日、CBCホール）
- （開催中止）TEAM SHACHI Twenties Talk Trip vol.4（2020年3月14日、東建ホール丸の内）
- TEAM SHACHI Twenties Talk Trip ONLINE（2020年12月19日配信）
- TEAM SHACHI Twenties Talk Trip vol.5 ONLINE 〜新年そろって「しゃべり初め」〜（2021年1月30日配信）
- TEAM SHACHI Twenties Talk Trip vol.6（2021年3月21日、アートピアホール）
- TEAM SHACHI Twenties Talk Trip vol.7（2021年4月17日、中川文化小劇場）
- TEAM SHACHI Twenties Talk Trip vol.8（2021年7月10日、中川文化小劇場）
- TEAM SHACHI Twenties Talk Trip vol.9 ONLINE 〜特にサブタイトルが思いつかナインですが、とにかくしゃべり尽くす お月見トーク〜（2021年9月12日配信）
- TEAM SHACHI Twenties Talk Trip vol.10 〜ジャストクリスマス！シャチと過ごすクリスマス！〜（2021年12月25日、カルチバ新川 文化ホール）
- TEAM SHACHI Twenties Talk Trip vol.11 〜GW突入記念！！ノンストップ！おしゃべりツアーへようこそ〜（2022年4月29日、カルチバ新川 文化ホール）
- TEAM SHACHI Twenties Talk Trip vol.12 〜雨天決行！ぼくらのカルチバでピチピチチャプチャプらんらんトーク〜（2022年6月19日、カルチバ新川 文化ホール）
- TEAM SHACHI Twenties Talk Trip vol.13（2022年8月13日、東京・TOKYO FMホール）

### その他活動
- 「なごやめし博覧会」スペシャルサポーター（2012年・2013年・2014年・2015年）
- 「2013 名古屋春の歴史観光キャンペーン」スペシャルサポーター（2013年）
- 名古屋港水族館イメージキャラクター（2014年）[94]
- 名古屋ボストン美術館「ボストン美術館 華麗なるジャポニズム展」ジュニアガイド（NHK名古屋放送局作製、2015年）
- NHK岐阜放送局開局75周年企画「NHK岐阜×チームしゃちほこ」ラッピングバス（岐阜バスで2015年3月15日〜8月末運行）[138]
- 「名古屋なんて、だいすき」キャンペーンのリーダー（2017年）
- 名古屋市ホストタウン交流事業応援リーダー（2018年 - ）
- ラグーナテンボスイメージキャラクター（2015年）[139][注 12]
- 中日新聞（2019年）
- 『八十亀ちゃんかんさつにっき』広報大使（2019年）[140]
- 名古屋銀行「『TEAM SHACHI』のICキャッシュカードをつくろうキャンペーン」（2019年 - 2020年）、「めいぎんJCBデビット『START デビット♪キャンペーン』」（2021年）
- 名古屋市教育委員会「ナゴヤの子どもたちに元気を！笑顔にするプロジェクト」（2020年）
- 栄の街を応援するSAKAE応援ソング『Glory』ミュージックビデオ（2020年）
- 名古屋城金シャチ特別展覧 栄・ミツコシマエ ヒロバス（2021年） - スペシャルサポーター[141]
  - 東海ラジオ「タクマ・神野のどーゆーふー」番組内で毎週火曜9:44頃にコメントがオンエアされる[142]。
- 名誉名古屋観光特使（2020年 - 、名古屋観光コンベンションビューロー）
  - 名古屋観光PRカード「NAGOYA SIGHTSEEING CARD」制作発表会（2021年3月19日）[143]

## 用語
- TEAM SHACHI - 読み方は「チームシャチ」。
- タフ民 - タフみん。TEAM SHACHIファンの呼称。
- タフ民の集い - オフィシャルファンクラブ。
- ブラス民 - ブラスみん。覆面の6人組ブラスセクション。2023年7月22日の名古屋城野外コンサートで女性ブラスバンド「MOS」であることが明かされた。
- super tough strong energy positive exciting soul from nagoya - TEAM SHACHIのスローガン。スーパー・タフ・ストロング・エナジー・ポジティブ・エキサイティング・ソウル・フロム・名古屋。